# Altes Schulhaus (Oberderdingen)

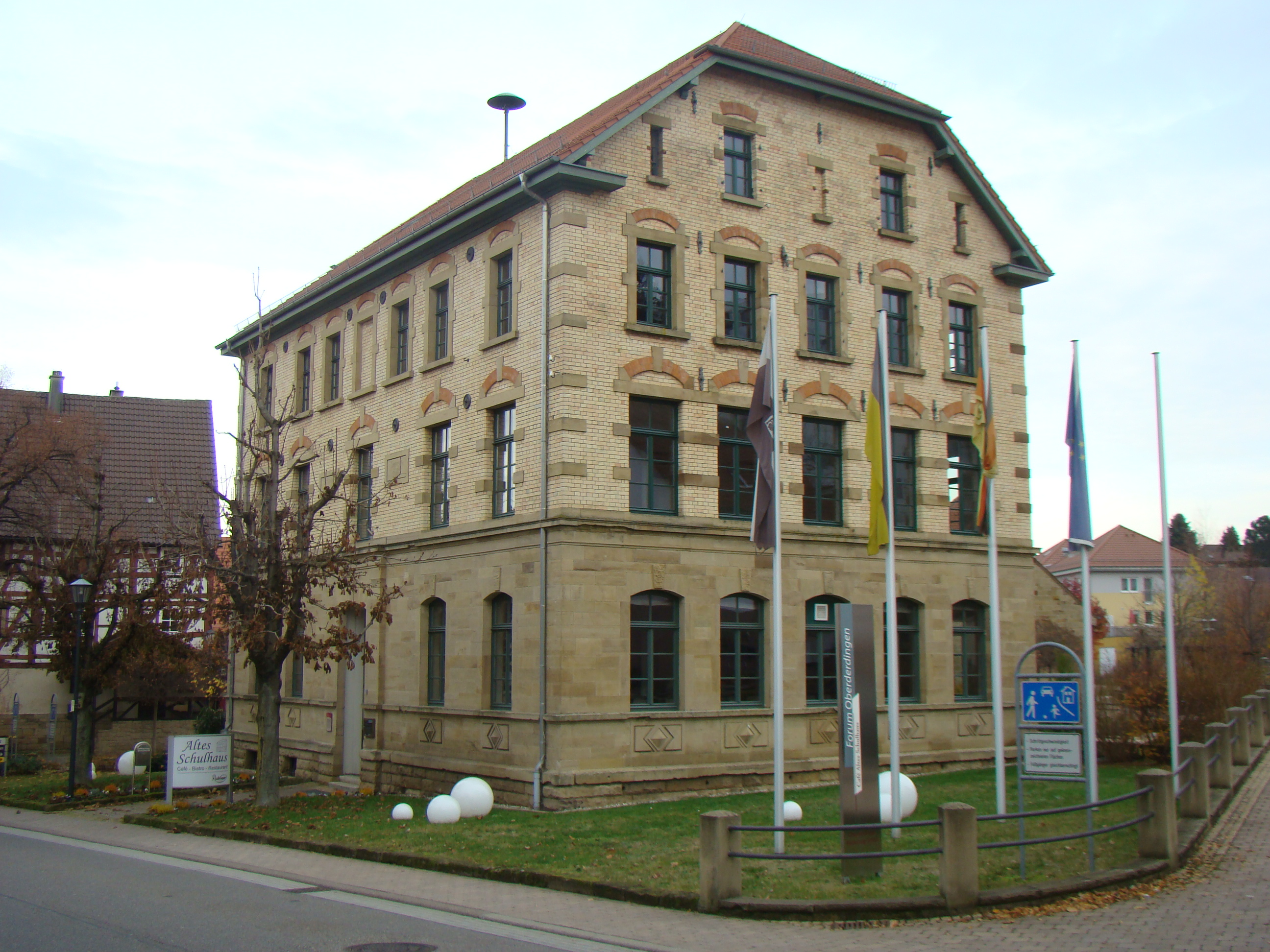
Altes Schulhaus in Oberderdingen

Das Alte Schulhaus in Oberderdingen, einer Stadt  im Landkreis Karlsruhe in Baden-Württemberg, ist ein 1891/92 errichtetes Volksschulgebäude. Das Gebäude mit der Adresse Heinfelser Platz 1 ist ein geschütztes Kulturdenkmal.
Das Gebäude  wurde von 1892 bis 1936 als Schulhaus genutzt und danach diente es bis 1945 dem weiblichen Reichsarbeitsdienst. Von 1945 bis 1948 war nochmals die Schule von Oberderdingen darin untergebracht und danach waren Gewerberäume, Wohnungen und ein Jugendzentrum in dem großen dreistöckigen Haus. 
Im Jahr 2004 wurde das Gebäude zu einem Tagungszentrum umgebaut und erhielt den Namen Forum Oberderdingen.